# Eromangasaurus
Eromangasaurus es un género extinto de plesiosaurio elasmosáurido conocido del norte de Queensland en Australia.

## Descripción
Eromangasaurus es conocido por el holotipo QM F11050, un cráneo y una mandíbula casi completos pero gravemente aplastados. Se recolectó en Maxwelton, de la Formación Toolebuc de la cuenca de Eromanga, que data de finales del piso Albiense del Cretácico inferior, hace unos 103 millones de años. Sven Sachs mencionó algún material referido de la misma localidad que el holotipo, QM F12216-19, una vértebra cervical anterior y QM F12217&2, vértebras cervicales posteriores asociadas.

## Descubrimiento

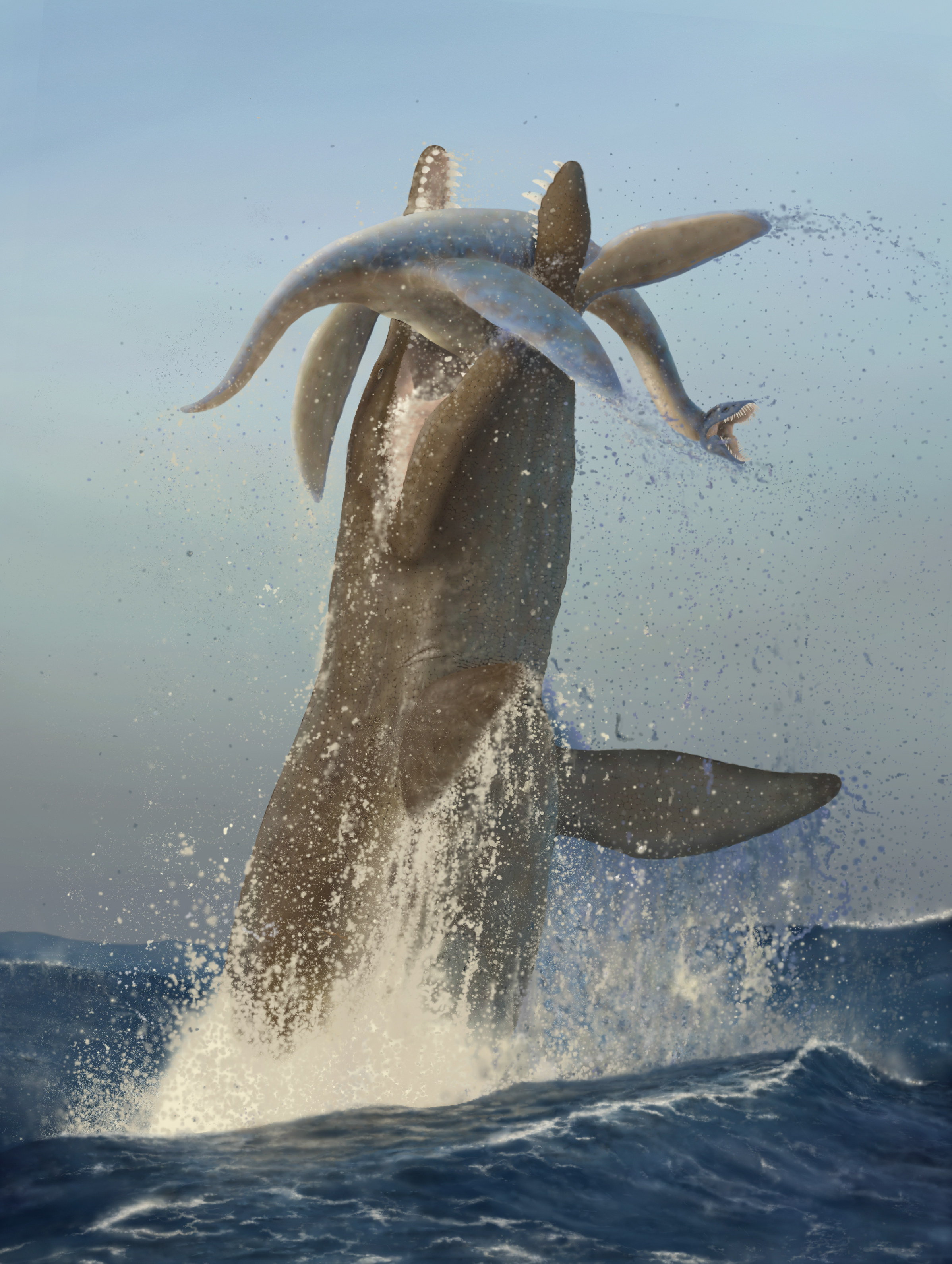
Restauración de Kronosaurus cazando un Eromangasaurus

Eromangasaurus fue nombrado por primera vez por Benjamin P. Kear en 2005 y la especie tipo es Eromangasaurus australis. Benjamin P. Kear originalmente llamó a QM F11050 Eromangasaurus carinognathus. Sin embargo, a principios de 2005, Sven Sachs nombró una segunda especie de Tuarangisaurus, Tuarangisaurus australis, sobre la base del mismo espécimen y algún material referido.
Este nominal tiene prioridad sobre E. carinognathus, y por lo tanto este último es un sinónimo menor de T. australis. Estudios posteriores del holotipo de Kear señalaron que esta especie es lo suficientemente distinta de la especie tipo de Tuarangisaurus como para ubicarla en su propio género. Eromangasaurus era el único nombre disponible para la nueva combinación Eromangasaurus australis. E. australis es ampliamente aceptado hoy en día como el nombre correcto de QM F11050.
El nombre del género se deriva de Eromanga, en referencia a la cuenca de Eromanga en la que se encontró el holotipo, y saurus, griego para "lagarto". El nombre de la especie lleva el nombre de Australia, en donde se encontró el holotipo.